# She's not there
She's not there is een lied geschreven door Rod Argent ten tijde dat hij deel uitmaakte van The Zombies.
Argent kreeg inspiratie voor dit nummer door No one told me van John Lee Hooker. Hij gebruikte die zinsnede als beginregel van zijn song. Het lied gaat over een onbetrouwbare vrouw, in dit geval Argents aanstaande Patricia, die hem vlak voor het geplande huwelijk liet zitten. Argent schreef het lied op het lijf van Colin Blunstone, de hese zanger van The Zombies. Het nummer kwam maar langzaam tot stand. Bij de eerste stappen naar hun debuutalbum had Argent slechts één couplet. De beoogde muziekproducent Ken Jones zei hem tijdens een concert op 29 april 1964 er vooral verder mee te gaan. Amper een maand later zette The Zombies het op tape.
Al snel volgden de eerste covers. In datzelfde jaar namen The Jaybirds het op, zo ook Danny & The Islanders. In 1965 was er een instrumentale versie van The Ventures. In 1967 volgde Vanilla Fudge. In 1969 nam Blunstone het opnieuw op onder de schuilnaam Neil MacArthur. De grootste commerciële 'boost' kreeg het nummer, toen Santana het zowel in de studio als tijdens optredens opnam. In 2016 zijn ongeveer 40 covers bekend. Voor Nederland was er een versie van Mariska Veres Shocking Jazz Quintet. Het lied kent ook een Franse (Les Filles d'Ève en Te voila), Italiaanse (Ma non e giusto) en Tsjechische variant (Den a noc). Crowded House zong het in voor de film The Crossing. Malcolm McLaren nam het op in zijn nummer About her en die werd gebruikt in Kill Bill Volume 2. Band of Angels (meidenband) zong het in als He's not there. In 2009 werd het opgenomen in videospel Rock Band. Uit 2011 is een cover van de Glee Cast bekend. Ringo Starr heeft het gespeeld met zijn All-Star Band, waarin Sheila E en Edgar Winter maar ook met Rod Argent, zingend achter het elektronisch orgel. In 2015 werd het origineel gebruikt in een reclame voor Chanel-parfum.

## The Zombies
The Zombies namen het op op 12 juni 1964 in de geluidsstudio op West Hamstead van Decca Records. Er moesten meerdere opnamen van het nummer gemaakt worden om uiteindelijk de definitieve versie te verkrijgen, die op Decca werd uitgebracht. Argent speelde daarbij op een pianet merk Hohner Planet. Deze versie was ten tijde van uitgave moeilijk in te delen. Men hoorde jazzrockinvloeden, maar ook de gewone rock.
The Zombies hadden er een hit mee. In de UK Singles Chart haalde het elf weken notering, waarbij een hoogste plaats van nummer 12 werd bereikt. Een veel grotere hit werd het in de Verenigde Staten, vijftien weken notering met als hoogste positie plaats 2. Alleen Bobby Vinton met Mr. Lonely bleef The Zombies de baas. Ook in Canada verkocht het goed. In 1964 hadden Nederland en België nog geen officiële hitparades.

## Neil MacArthur
In 1968 gingen The Zombies uit elkaar. Rod Argent begon Argent en Colin Blunstone pakte zijn oude vak van verzekeringsagent weer op. In de nadagen werd echter Time of the season nog een onverwachte hit voor The Zombies. Deram Records vroeg of hij nog wat wilde opnemen. Blunstone dorst het kennelijk alleen onder een pseudoniem van Neil MacArthur aan. Het succes leidde tot een kleine revival van Blunstones loopbaan in de muziek, niet via Decca, maar via Epic Records dat One year uitbracht.

### Hitnotering
Zijn versie haalde alleen de Britse hitlijst voor vijf weken (piek op plaats 34), de Verenigde Staten liet het links liggen. Wel werd het een bescheiden hitje in Nederland en België.

#### Nederlandse Top 40
| Positie: | 40 | 29 | 25 | 29 | uit |

#### NederlandseDaverende 30
| Positie: | 18 | uit |

## Santana
De lichtelijk romantische stemming is geheel verdwenen in de opnamen die Carlos Santana en zijn band verzorgden. Een studio-opname (tijd 4:08) verscheen op zijn livealbum Moonflower, de singleversie werd soms ingekort tot 3:19. Het kenmerkende aan het nummer zijn de gitaarsoli van Santana en de drumbreak van Graham Lear en de percussionisten.

## Hitnoteringen
In Santana's thuisland de Verenigde Staten stond de plaat veertien weken genoteerd met als hoogste notering de 27e positie in de Billboard Hot 100. In het Verenigd Koninkrijk stond de plaat dertien weken genoteerd in de UK Singles Chart met als hoogste notering een 11e positie. heel anders was het beeld in Nederland en België.
In Nederland werd de plaat veel gedraaid op Hilversum 3 en werd een gigantische hit in de destijds twee hitlijsten op de nationale popzender. De plaat bereikte de 2e positie in de Nederlandse Top 40 en de 3e positie in de Nationale Hitparade. In de TROS Top 50 werd géén notering behaald, aangezien deze hitlijst pas op 1 juni 1978 van start ging. In de Europese hitlijst op Hilversum 3, de TROS Europarade, werd de 8e positie bereikt.
In België bereikte de plaat de 7e positie in de Vlaamse Ultratop 50 en de 16e positie in de Vlaamse Radio 2 Top 30.

### Nederlandse Top 40
Scott Fitzgerald en Yvonne Keeley hielden de plaat van de nummer 1-positie af met If I had words.
| Positie: | 33 | 21 | 16 | 14 | 9 | 5 | 3 | 2 | 2 | 3 | 6 | 15 | 24 | 38 | 38 | uit |

### Nationale Hitparade
| Positie: | 22 | 15 | 6 | 6 | 6 | 6 | 3 | 5 | 5 | 5 | 7 | 10 | 12 | 15 | 23 | uit |

### TROS Europarade
Hitnotering: 09-02-1978 t/m 13-04-1978. Hoogste notering: #8 (1 week).

### Vlaamse Radio 2 Top 30
| Positie: | 16 | 17 | 18 | 26 | 10 | 11 | 8 | 14 | 8 | 14 | 21 | - | 12 | uit |

### Vlaamse Ultratop 50
| Positie: | 24 | 18 | 17 | 17 | 8 | 7 | 7 | 7 | 8 | 8 | 12 | 19 | 26 | uit |

### NPO Radio 2 Top 2000
| Nummer met noteringen in de NPO Radio 2 Top 2000 | '99 | '00 | '01 | '02 | '03 | '04 | '05 | '06 | '07 | '08 | '09 | '10 | '11 | '12 | '13 | '14 | '15 | '16 | '17 | '18 | '19 | '20 | '21 | '22 | '23 | '24 |
| ------------------------------------------------ | --- | --- | --- | --- | --- | --- | --- | --- | --- | --- | --- | --- | --- | --- | --- | --- | --- | --- | --- | --- | --- | --- | --- | --- | --- | --- |
| She's Not There                                  | 188 | 251 | 235 | 219 | 385 | 370 | 315 | 237 | 473 | 321 | 202 | 206 | 334 | 335 | 312 | 270 | 315 | 459 | 324 | 488 | 495 | 579 | 685 | 775 | 854 | 792 |

1. ↑  Een vetgedrukt getal geeft de hoogste notering aan.